# Метальдегид
Метальдеги́д (метаацетальдегид) — органическое соединение, продукт полимеризации уксусного альдегида (СН3СНО)n, где n=4—6, один из видов так называемого твёрдого (сухого) спирта. 

## Физические свойства
Метальдегид при нормальных условиях — твёрдое вещество без цвета и вкуса, со слабым характерным запахом, нерастворимое в воде и спиртах. Благодаря наличию метильных групп при 8-членном кольце он имеет изомеры (энантиомеры)

## Получение
Уксусный альдегид при температуре ниже −10 °C полимеризуется в присутствии разбавленной серной кислоты (1:1) образуется метальдегид, при комнатной температуре образуется паральдегид.
Реакция обратима, так при кипячении при 80 °C в присутствии кислоты метальдегид распадается на уксусный альдегид.

## Применение

### Пестициды
Встречается под разными торговыми марками как средство против моллюсков: Antimilice, Ariotox, Cekumeta, Deadline, Halizan, Limatox, Limeol, Meta, Metason, Mifaslug, Namekil, Slug Fest Colloidel 25 и Slugit. В России - "Гроза", "Хищник", "Слизнеед", "Антислизень" и др. Метальдегид действует на вредителей контактно или при проглатывании, и в водном окружении внутри клетки вредителя легко гидролизуется до ацетальдегида, молекулы ассоциирующейся с похмельем.

### Другие применения
Метальдегид также используется в виде «сухого горючего». До сих пор продаётся в форме таблеток для маленьких печек, и для предварительного разогрева примусов.

## Безопасность
Метальдегид имеет характер токсичности аналогичную ацетальдегиду.
ДСД (допустимая суточная доза, мг/кг массы тела человека)- 0,006. ПДК в воздухе рабочей зоны — 0,2 мг/м³. ПДК в атмосферном воздухе — 0,003 мг/м³.